# 井野 (佐倉市)
井野（いの）は、千葉県佐倉市の大字。郵便番号285-0855。

## 地理
北は青菅、北東は西ユーカリが丘、東は上座、南東は上志津、南は西志津、井野町、南西は八千代市勝田台、西八千代市勝田台北、北西は八千代市上高野に隣接している。
飛び地があり、青菅、ユーカリが丘、西ユーカリが丘、宮ノ台に隣接している。

## 世帯数と人口
2017年（平成29年）10月31日現在の世帯数と人口は以下の通りである。
| 大字 | 世帯数    | 人口     |
| ---- | --------- | -------- |
| 井野 | 5,908世帯 | 13,588人 |

## 小・中学校の学区
市立小・中学校に通う場合、学区は以下の通りとなる。
| 番地 | 小学校                                                                          | 中学校                                                     |
| ---- | ------------------------------------------------------------------------------- | ---------------------------------------------------------- |
| 一部 | 佐倉市立青菅小学校 佐倉市立井野小学校 佐倉市立上志津小学校 佐倉市立西志津小学校 | 佐倉市立井野中学校 佐倉市立志津中学校 佐倉市立西志津中学校 |

## 施設
- 佐倉井野郵便局
- 佐倉市志津コミュニティセンター
- 井野会館
- 井野ふれあい会館
- 東映自治会館
- 井野西会館
- 井野町青年会館
- 千手院
- 厳島神社
- 稲荷神社
- 清水公園
- 加賀清水北公園
- 加賀公園
- 清水台公園
- いずみ東公園
- いずみ西公園
- 大野公園
- 外山公園
- 油免公園
- 井野ふれ愛公園
- 富士見台街区公園

## 交通

### 道路
- 国道
  - 国道296号
- 都道府県道
  - 千葉県道155号四街道上志津線